# Early Rivers
Early Rivers es una variedad cultivar de ciruelo (Prunus domestica), de las denominadas ciruelas europeas,
una variedad de ciruela obtenida en 1820 por el horticultor Thomas Rivers en Sawbridgeworth (Herefordshire), como plántula de la variedad 'St. Etienne'.
Las frutas tienen un tamaño pequeño a medio, color de piel azul púrpura a púrpura oscuro con una pruina azul claro, lo que hace que la fruta parezca azul, y pulpa de color amarillento a amarillo dorado, textura firme, jugosa fina, y sabor dulce con buen aroma, muy bueno.

## Sinonimia
- "Fertile Précoce",
- "Frühe Fruchtbare",
- "Prolifique Hâtive ",
- "Rivers' Early Prolific Plum",
- "Rivers' Blue Prolific"
- "Rivers Frühpflaume",
- "Rivers' Frühe Fruchtbare",
- "Roggepruim",
- "Vilvoordse",
- "Eldense Blauwe".[4][5]

## Historia
'Early Rivers' es una variedad de ciruela obtenida en 1820 como plántula de la variedad 'St. Etienne' por el horticultor Thomas Rivers en Sawbridgeworth (Herefordshire) en 1866. Introducida en los circuitos comerciales en 1834. Fue galardonada con el «First Class Certificate» (Certificado de Primera Clase) por la "Royal Horticultural Society" en 1895.
Esta variedad está descrita en:1. Downing Fr. Trees Am. 314. 1845. 2; Horticulturist 4:40. 1849. 3. Elliott Fr. Book 419. 1854, 4. Downing Fr. Trees Am. 912. 1869. 5. Am. Pom. Soc. Rpt. 99. 1871. 6. Mas Pom. Gen. 2:117. 1873. 7. Jour. Hort. 30:273. 1876. 8. Oberdieck Deut. Obst. Sort. 409, 411. 1881. 9 Hogg Fruit Man. 699. 1884. 10. Mathieu Nom. Pom. 447. 1889. 11. Lucas Vollst. Hand. Obst. 470. 1894. 12. Guide Prat. 152, 356. 1895. 13. Rivers Cat. 35. 1898.
'Early Rivers' se cultiva en la National Fruit Collection con el número de accesión: 1973 - 183 y nombre de accesión : Early Rivers (EMLA). El espécimen fue recibido en el «National Fruit Trials» (Probatorio Nacional de Frutas) en 1973 procedente de Hertfordshire.

## Características
'Early Rivers' árbol que tiene muchas ramas delgadas, porte atractivo, necesita un buen aclareo, de lo contrario, los frutos permanecerán demasiado pequeños. Árbol de crecimiento moderado, muy saludable con ramas caídas y copa densa. Parcialmente autofértil. Tiene un tiempo de floración que comienza a partir del 15 de abril con el 10% de floración, para el 19 de abril tiene una floración completa (80%), y para el 27 de abril tiene un 90% de caída de pétalos.
'Early Rivers' tiene una talla de tamaño pequeño a moderadamente mediano (peso promedio 12.80 g), de forma redondeada, con la sutura bien visible; epidermis suave y lisa, siendo la piel de color azul púrpura a púrpura oscuro con una pruina azul claro, lo que hace que la fruta parezca azul; Pedúnculo de longitud corto ( promedio 9.20 mm), fino, pubescente, ubicado en una cavidad del pedúnculo de anchura media, poca profundidad, medianamente rebajada en la sutura y casi imperceptiblemente en el lado opuesto;pulpa de color amarillento a amarillo dorado, textura firme, jugosa fina, y sabor dulce con buen aroma, muy bueno.
Hueso libre, pequeño, redondeado, semi globoso, con surco dorsal interrumpido en la parte central, los dorsales bastante marcados, y la superficie semi rugosa.
Su tiempo de recogida de cosecha se inicia en su maduración de tercera decena de julio a la primera de agosto.

## Usos
La ciruela 'Early Rivers' se comen crudas de fruta fresca en mesa, en macedonias de frutas, pero también en postres, repostería, como acompañamiento de carnes y platos. Se transforma en mermeladas, almíbar de frutas, compotas.